# Сертифікація RIAA

Печатка Асоціації звукозаписної індустрії Америки (RIAA), яка з’являється на нагородних табличках

Сертифікація RIAA — процедура сертифікації альбомів і синглів на території США, сертифікацію проводить Американська асоціація компаній звукозапису. Сертифікат присуджують на основі кількості альбомів і синглів, проданих через роздрібну торгівлю та на інших допоміжних ринках. 
Інші країни також мають подібні нагороди (див. Сертифікація музичних записів). Сертифікація не відбувається автоматично; щоб отримати нагороду, лейбл звукозапису повинен спочатку подати запит на сертифікацію. Аудит проводиться щодо чистих поставок після повернення (найчастіше використовується заява про авторський гонорар виконавця), яка включає альбоми, продані безпосередньо роздрібним торговцям, а також продажі в одному місці, прямі продажі споживачам (музичні клуби та замовлення поштою) та інші торгові точки.

## Сертифікація альбомів
- 500,000 продажів: Золотий
- 1,000,000 продажів: Платиновий
- 2,000,000 продажів: Мультиплатиновий
- 10,000,000 продажів: Діамантовий

### Сертифікація іспаномовних альбомів
- 50,000 продажів: Золотий
- 100,000 продажів: Платиновий
- 200,000 продажів: Мультиплатиновий

## Сертифікація синглів
- 500,000 продаж: Золотий
- 1,000,000 продаж: Платиновий
- 2,000,000 продаж: Подвійно платиновий

### Сертифікація синглів у вигляді цифрового завантаження
- 500,000 продаж: Золотий
- 1,000,000 продаж: Платиновий
- 2,000,000 продаж: Подвійно платиновий